# Le Maître-Harpiste de Pern
Le Maître-Harpiste de Pern (The Masterharper of Pern) est un roman de science-fiction de l'écrivain Anne McCaffrey appartenant au cycle de La Ballade de Pern, publié en 1998.
Il raconte la vie de Robinton, de sa naissance jusqu'à ce que Lessa devienne dame du Weyr de Benden.